# Château-l'Abbaye
Château-l'Abbaye é uma comuna francesa na região administrativa de Altos da França, no departamento do Norte. Estende-se por uma área de 4.41 km². Em 2010 a comuna tinha 874 habitantes (densidade: 198,2 hab./km²).